# Caza de Zahleh
Caza de Zahleh (arabiska: قضاء زحلة) är ett distrikt i Libanon.   Det ligger i guvernementet Mohafazat Béqaa, i den centrala delen av landet, 40 kilometer öster om huvudstaden Beirut.
Trakten runt Caza de Zahleh består till största delen av jordbruksmark. Runt Caza de Zahleh är det tätbefolkat, med 331 invånare per kvadratkilometer.